# Stadspoorten van Pernes-les-Fontaines

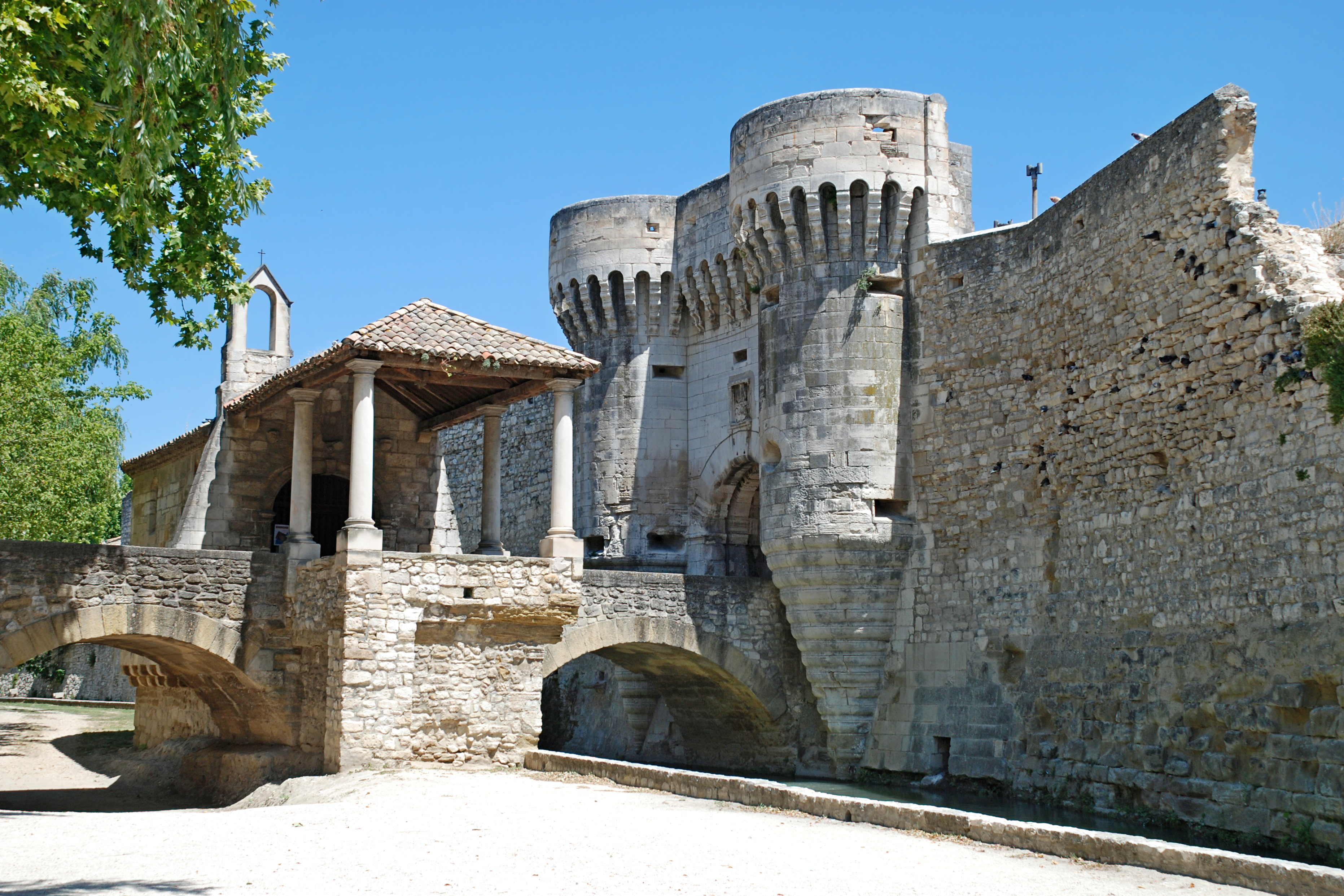
Porte Notre-Dame in Pernes-les-Fontaines. Op de brug over de Nesque staat een kapel.

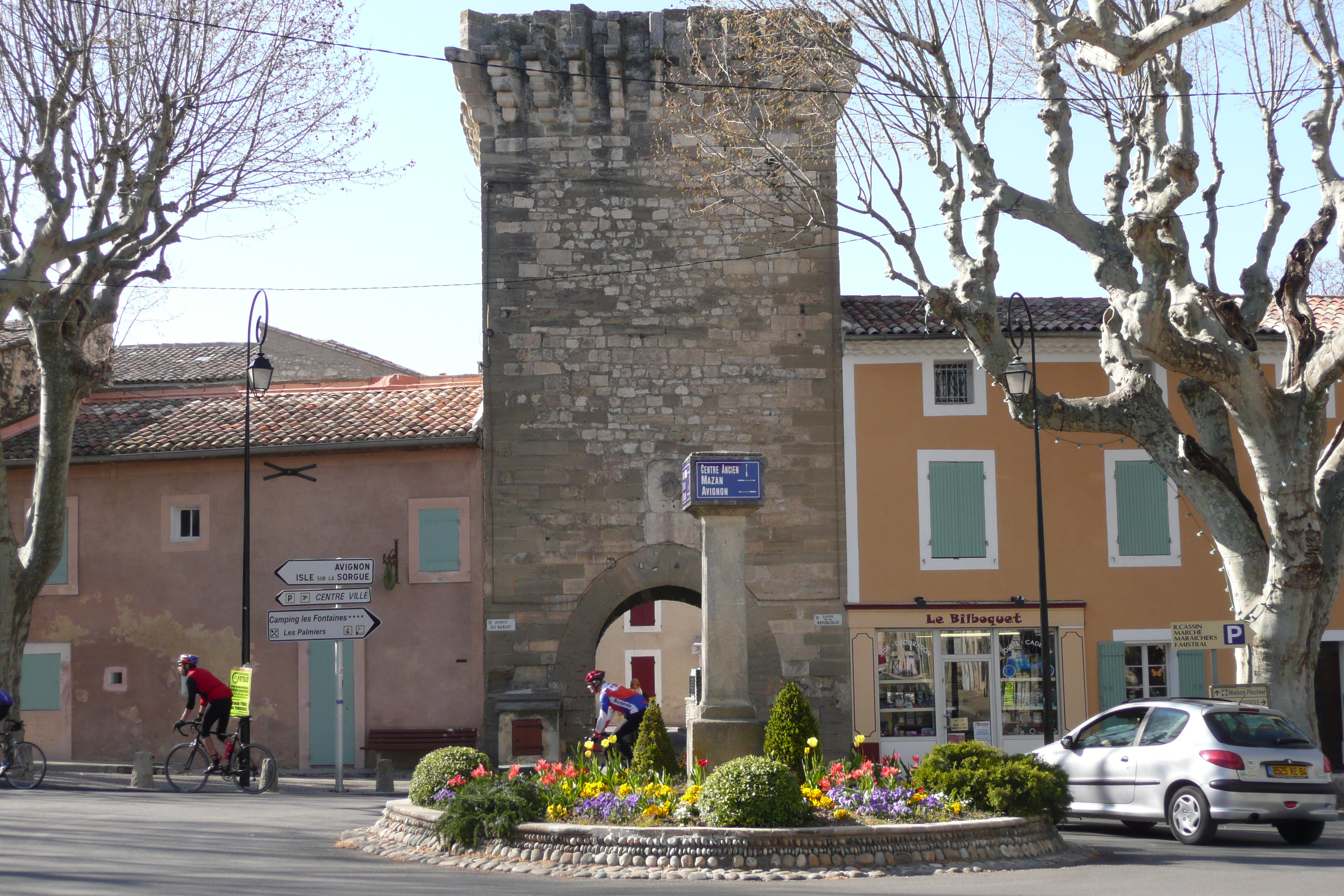
Porte Saint-Gilles

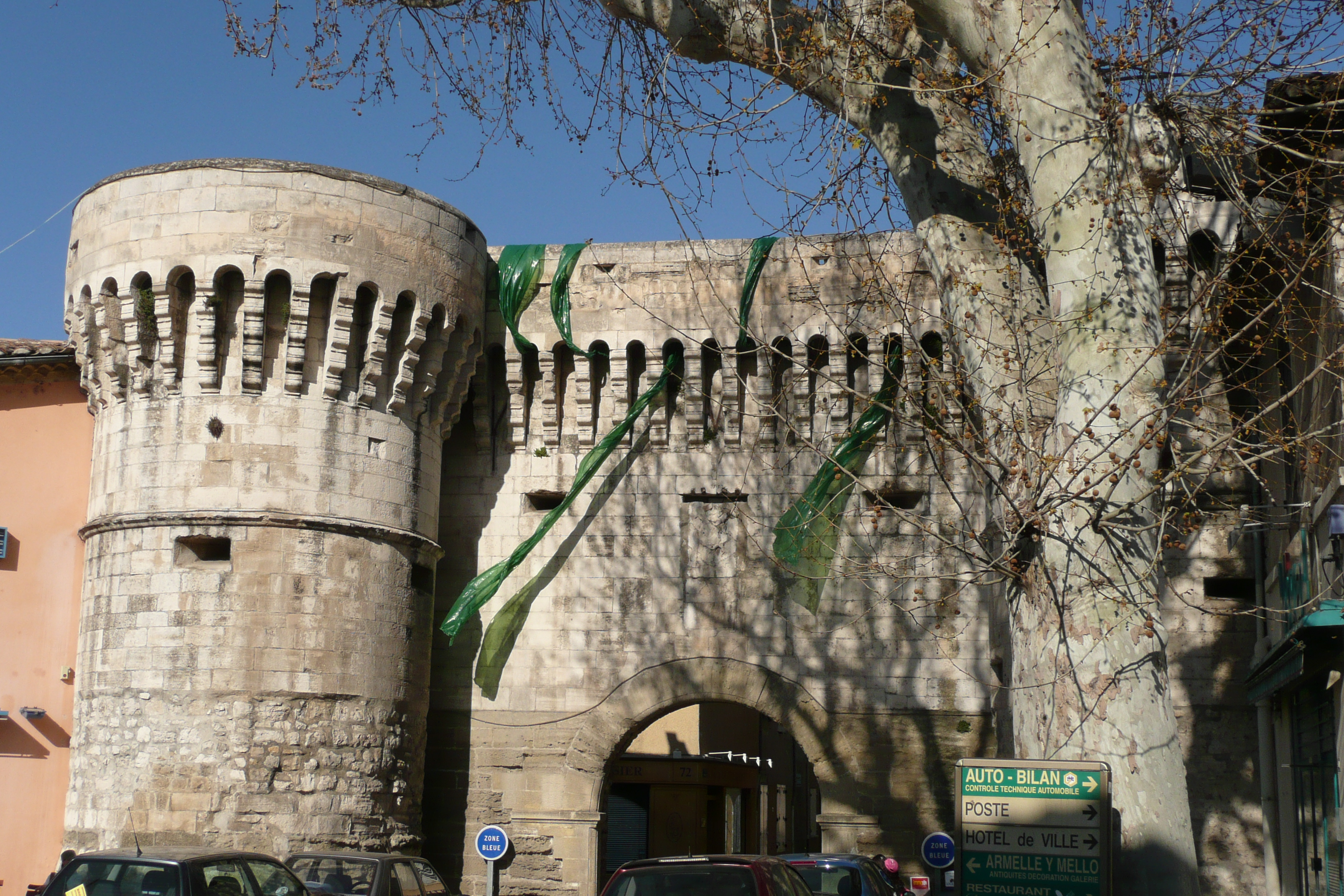
Porte de Villeneuve

De stadspoorten (14e tot 16e eeuw) van Pernes-les-Fontaines, in het Franse departement Vaucluse, zijn overblijfselen van de vestingmuren. De ringmuren werden gebouwd op oudere Middeleeuwse en eenvoudige muren daterend uit de 10e eeuw. Deze muren kenden op hun beurt fundamenten die teruggaan tot de Gallo-Romeinse tijd toen Pernes de naam Paternae droeg, genoemd naar een patriciër Paternus.

## Historiek ringmuren
De bouw ervan (14e eeuw) begon nadat Pernes-les-Fontaines de status van hoofdstad van Comtat Venaissin verloren had. Carpentras was immers de grafelijke hoofdstad vanaf 1320. Het doel van het bouwwerk was plunderaars, troepen uit het graafschap Savoye en pestlijders buiten te houden. Als natuurlijke verdediging werd aan de noordkant gebruikgemaakt van de rivier de Nesque. De Nesque stroomt voor de stadsmuren die op de linkeroever staan. 
De stadsmuren omcirkelden niet de gehele Middeleeuwse stad. Zo stond het voormalig kasteel van de graven van Toulouse aan de rechteroever van de Nesque, aan de overzijde dus van de vestingmuren. Ook de kerk Notre-Dame-de-Nazareth en de destijds nieuw aangelegde woonwijk op de rechteroever genoten niet van de bescherming van de stadsmuren. De vestingmuren hadden verschillende torens en stadspoorten. Op het einde van de bouwwerken, in de 16e eeuw, bouwde het ambacht der metsers een kapel op de brug van de Nesque. De kapel draagt de naam Notre-Dame-des-Grâces.
De sloopwerken vonden plaats in de loop van de 19e eeuw. Enkel drie stadspoorten bleven gespaard van de afbraak.

## Stadspoorten

### Porte Notre-Dame
Aan de noordzijde bevindt zich de Porte Notre-Dame. Ze staat aan de brug over de Nesque, waarop de kapel staat. De naam van de poort verwijst zowel naar de kapel als naar de nabij gelegen kerk Notre-Dame-de-Nazareth. Naast de stadszijde van de poort bevindt zich een fontein, een van de fonteinen die de stad rijk is. De naam van de fontein is Cormoran en deze werd aangelegd in het jaar 1761. De Porte Notre-Dame samen met een afdak van latere tijd en de kapel op de brug vormen één beschermd monument; in 1915 werd het erkend als monument historique van Frankrijk.

### Porte Saint-Gilles
De Porte Saint-Gilles staat aan de zuidzijde. Buiten de vestingsmuren ligt de wijk Saint-Gilles. De bovenste verdieping van de toren werd als opslagruimte gebruikt. Het is een monument historique sinds 1913.

### Porte de Villeneuve
Aan de westzijde staat de Porte de Villeneuve. Buiten deze poort liep een belangrijke weg van de Comtat Venaissin: de noord-zuid verbinding tussen Carpentras en L'Isle-sur-la-Sorgue. Sinds 1928 is het een monument historique.